# Комсомольск-на-Амуре (станция)
Комсомо́льск-на-Аму́ре — крупная узловая железнодорожная станция Комсомольского региона  Дальневосточной железной дороги. Расположена в городе Комсомольске-на-Амуре Хабаровского края. Неэлектрифицирована, перевод на электрическую тягу планируется к 2025 году.
Поезда следуют от станции в четырёх направлениях:
- в направлении Волочаевки II — грузовое и пассажирское движение;
- в направлении Тынды (БАМ) — грузовое и пассажирское движение;
- в направлении Советской Гавани — грузовое и пассажирское движение;
- в направлении станции Дземги — только грузовое движение.

На станции производится перецепка локомотивов грузовых и пассажирских поездов. Стоянка транзитных поездов составляет около 1 часа.
От станции отходят следующие пассажирские поезда:
| № поезда     | Маршрут движения                 | № поезда     | Маршрут движения                 |
| ------------ | -------------------------------- | ------------ | -------------------------------- |
| 351          | Советская Гавань — Владивосток   | 352          | Владивосток — Советская Гавань   |
| 363          | Комсомольск-на-Амуре — Тында     | 364          | Тында — Комсомольск-на-Амуре     |
| 667 «Юность» | Комсомольск-на-Амуре — Хабаровск | 668 «Юность» | Хабаровск — Комсомольск-на-Амуре |

На станции расположены: вокзал, локомотивное депо, вагоно-пассажирское депо, контейнерная площадка.
От вокзала отправляются маршруты автобусов:
| №  | Маршрут движения              |
| 4  | ЖД Вокзал — Магазин «Рассвет» |
| 17 | ЖД вокзал — Автовокзал        |
| 19 | ЖД вокзал — ул. Уральская     |

## Галерея

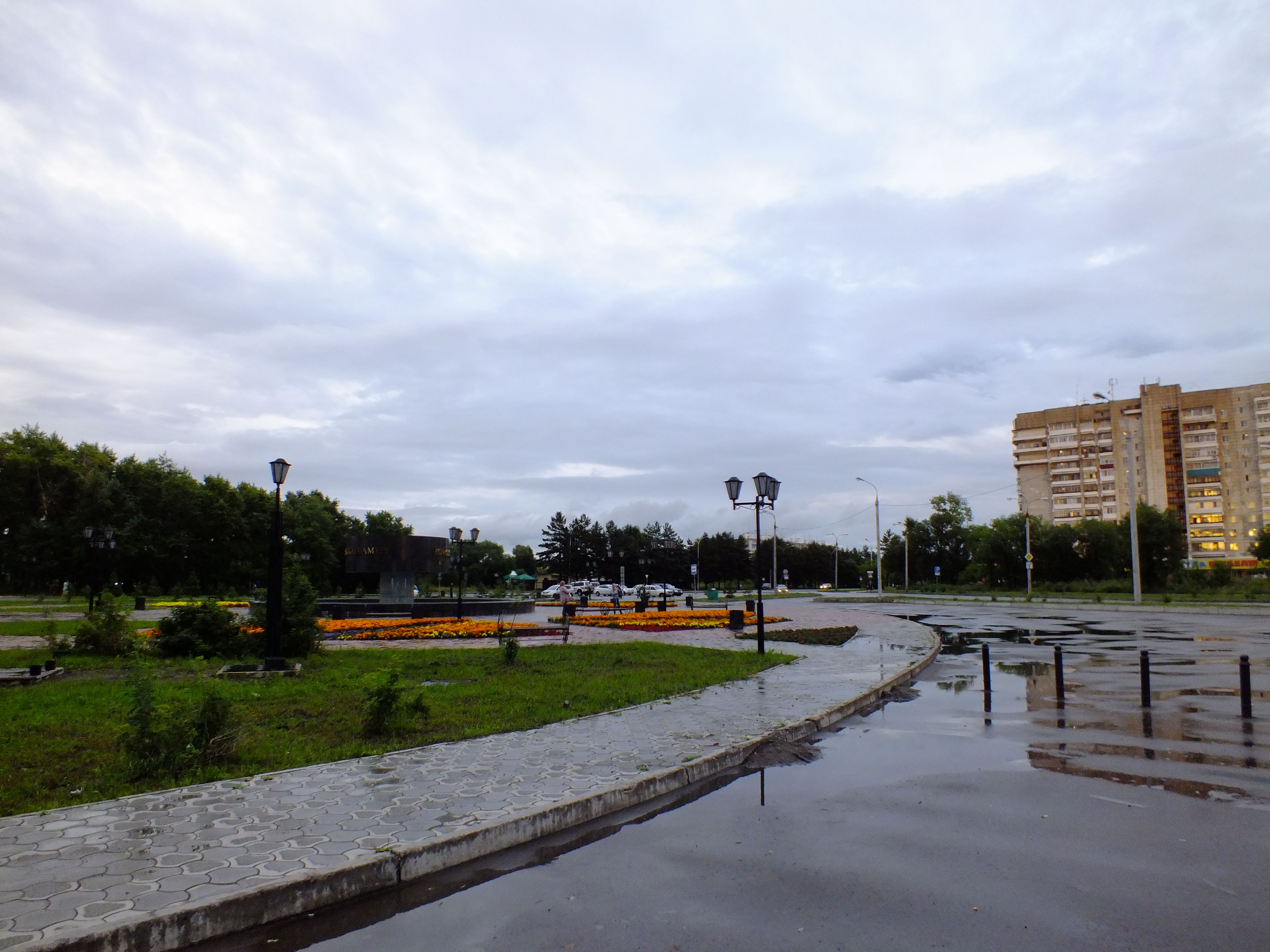
Вокзальная площадь.
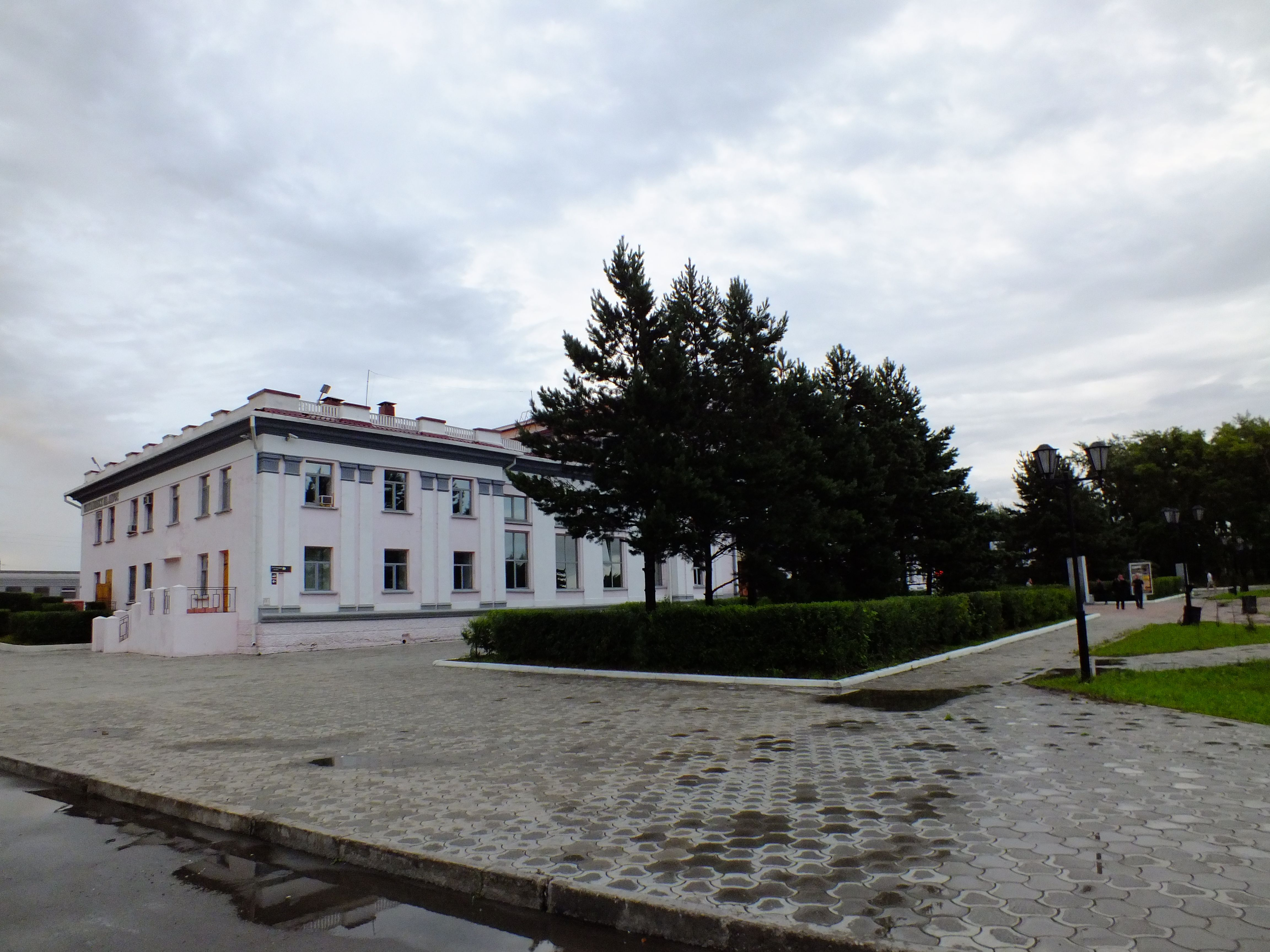
Здание вокзала, вид с Вокзальной площади.
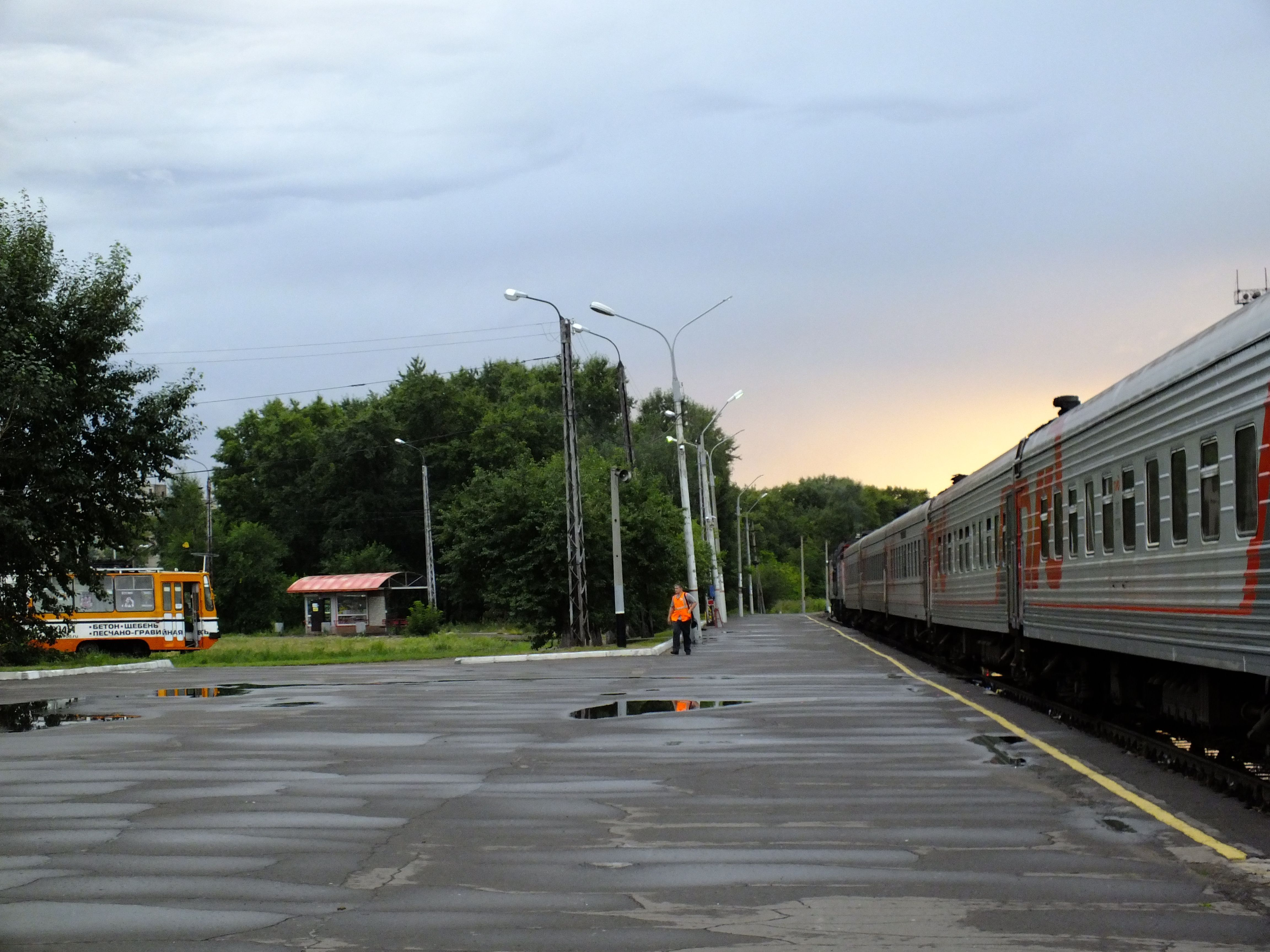
Трамвай на железнодорожном вокзале.